# Język santyjski
Język santyjski albo dongxiang (tung-siang) – język z rodziny mongolskiej, używany przez około 374 tys. osób w powiecie Linxia w chińskiej prowincji Gansu (stan z roku 1990). Głównym dialektem języka santyjskiego jest sounapa.